# Jakob Dylan
Jakob Dylan (Jakob Luke Dylan), né le 9 décembre 1969 à New York, est le chanteur principal et le parolier du groupe de rock de Los Angeles The Wallflowers depuis 1989.

## Biographie
Il est le dernier des quatre enfants du chanteur/parolier Bob Dylan et de Shirley Marlin Noznisky, plus connue comme Sara Dylan. Il s'est marié avec l'actrice Paige Dylan en 1992 avec qui il a quatre enfants.
Après presque vingt ans avec The Wallflowers, il sort son premier album solo en 2008, intitulé Seeing Things, composé surtout de ballades acoustiques en rupture avec ses précédentes créations au sein du groupe.
En avril 2010, son deuxième album Women + Country sort aux États-Unis.
Il est également l'auteur de plusieurs titres figurant sur les bandes originales de films et de séries :
- Ain't no Invisible Man sur la BO de la série True Blood (saison 2),
- No Matter What sur la BO de la série NCIS : Enquêtes spéciales,
- Down in a Hole (You’ve Got to Stop Digging), You’re No Match, No Season at All sur la BO du film A Little Help,
- Gonna Be a Darkness (avec Gary Louris) sur la BO de la série True Blood (saison 3).

Il a participé au concert Make Some Noise : The Amnesty International Campaign to Save Darfur avec Dhani Harrison sur le titre Gimme Some Truth et à l'album hommage au groupe The Band, Endless Highway : The Music of The Band en reprenant la chanson Whispering Pines. Le 4 octobre 2011 sort un album hommage à Hank Williams intitulé The lost notebooks of Hank Williams, Jakob y reprend un titre du chanteur country : Oh, Mama, Come Home.

## Discographie

### Avec The Wallflowers
- 1992 : The Wallflowers
- 1996 : Bringing Down the Horse
- 2000 : (Breach)
- 2002 : Red Letter Days
- 2005 : Rebel, Sweetheart
- 2009 : A Collection :1996-2005
- 2012 : Glad All Over

### Solo
- 2008 : Seeing Things
- 2010 : Women + Country